# San Giovanni Lupatoto
San Giovanni Lupatoto é uma comuna italiana da região do Vêneto, província de Verona, com cerca de 22.113 habitantes. Estende-se por uma área de 18,94 km², tendo uma densidade populacional de 1168 hab/km². Faz fronteira com Buttapietra, Oppeano, San Martino Buon Albergo, Verona, Zevio.

## Demografia
| Variação demográfica do município entre 1861 e 2011                               |
|                                                                                   |
| Fonte: Istituto Nazionale di Statistica (ISTAT) - Elaboração gráfica da Wikipedia |